# Zeuctomorpha
Zeuctomorpha is een monotypisch geslacht van schimmels behorend tot de familie Pleosporaceae. De typesoort is Zeuctomorpha arecae.